# Benvenuta nella gabbia delle scimmie
Benvenuta nella gabbia delle scimmie (Welcome to the Monkey House) è costituita da un insieme di racconti pubblicati fra il 1950 e il 1968 da Kurt Vonnegut su diverse riviste e periodici e raccolti per la prima volta nel 1968.
La prima versione italiana (SE, 1991) riprende solo alcuni dei racconti contenuti nella versione originale, ha una prefazione dell'autore e un capitolo finale Come scrivere con stile scritto originariamente da Vonnegut nel 1982 per la International Paper Company. Il racconto più noto che dà il nome alla raccolta è stato pubblicato in diverse altre raccolte dedicate al genere fantascienza.
Nel 2023 Bompiani ha pubblicato una versione integrale del libro, con gli stessi racconti presenti nella versione originale.

## I racconti

### Edizione SE 1991
Di seguito i racconti presenti nell'edizione di SE
- Rapporto sull'effetto Barnhouse (Report on the Barnhouse Effect, 1950). Il dottor Barnhouse, reduce dalla II guerra mondiale, ha scoperto ed è riuscito a controllare lo dinamopsichismo, fenomeno in grado di governare la materia con la forza del pensiero. Non è però d'accordo con le autorità che vogliono sfruttare le facoltà a scopi militari, si dà quindi alla macchia per distruggere tutti gli arsenali. Le vicende sono raccontate da un io narrante, studente ed erede del dottor Barnhouse.
- Il portafoglio Foster (The Foster Portfolio, 1951). Herbert Foster ha ereditato un notevole patrimonio, per la gestione del quale si è rivolto all'io narrante, agente finanziario, che si chiede perché Foster continui comunque a condurre una vita estremamente sobria con la sua famiglia, alla quale non rivela nulla della ricchezza. Il gestore scopre che a Foster era necessario giustificare un "doppio lavoro" per coprire le proprie serate di pianista di jazz.
- Il ragazzo che nessuno riusciva a controllare (The Kid Nobody Could Handle, 1955). George M. Helmholtz quarantenne responsabile della sezione musica del liceo Lincoln. La vita gli va bene. È convinto di poter risvegliare l'interesse per la vita sociale di Jim Donnini, adolescente, abbandonato dai genitori e sballotato fra affidatari. Jim però reascisce malamente al tentativo di inserirlo nel sistema scolastico e Helmholtz deve rinunciare a quello a cui più tiene, una tromba, per provocare una reazione emotiva nel ragazzo.
- L'appartamento accanto (Next Door, 1955) Paul Leonard, un bambino di otto anni, viene ritenuto abbastanza grande da stare a casa da solo la sera, permettendo ai genitori di andare al cinema. Nell'appartamento vicino vivono gli Harger, e quella sera dall'appartamento accanto vengono rumori di liti, suppellettili rotte, spari. Paul chiama anche la polizia, ma alla fine si risolve tutto e i Leonard trovano il loro figlio addormentato a letto, ma con in tasca "pezzi da uno, cinque, dieci venti e kleenex macchiati di rossetto".
- Miss Tentazione (Miss Temptation, 1956). Susanna, giovane e bella, è la figurante del teatro estivo; il caporale Fuller è appena stato congedato dall'esercito e tornato al paese, investe Susanna con una pubblica predica moralizzatrice, ma poi ragionando assieme al vecchio farmacista Bearse Hinkley (pompiere volontario), trova il punto di vista giusto per riaffrontare e rasserenare Susanna.
- Chi sarò questa volta? (Who Am I This Time? 1961). L'io narrante, venditore di "finestre doppie con zanzariera di alluminio", diventa regista della filodrammatica "Compagnia della Maschera e della Parrucca di North Crawford". Può contare su Harry Nash, impiegato senza una vita privata ma in grado di interpretare qualunque ruolo sul palcoscenico e su Helene Shaw impiegata trasfertista della compagnia dei telefoni. Helene, contro ogni pronostico, riesce a conquistare e maritarsi felicemente con Harry recitando insieme anche nella vita reale.
- Benvenuta nella gabbia delle scimmie (Welcome to the Monkey House, 1968). Si tratta del racconto che dà il nome alla raccolta e che ha avuto una vita letteraria propria apparendo anche in altre raccolte di fantascienza. Sulla terra, popolata da 17 miliardi di persone, per combattere la sovrappopolazione, oltre alla diffusione dei "Salone Federali per il Suicidio Etico", è obbligatoria l'assunzione delle "pillole per il controllo etico delle nascite" che rendono insensibili gli umani dalla cintola in giù. Tali pillole sono state inventate da un ricercatore che, in visita allo zoo con la famiglia, era rimasto scandalizzato dall'attività sessuale delle scimmie nella propria gabbia. Alcuni, le "zucchevuote", vivendo in clandestinità, si rifiutano di assumere le pillole e, organizzati in gruppi, convincono con la forza, le Hostess dei Saloni a rinunciare alla pillola ed a provare l'atto sessuale.

### Edizione Bompiani 2023
Nel 2023 Bompiani ha pubblicato una traduzione integrale del libro, a cura di Vincenzo Mantovani. Di seguito l'elenco dei racconti pubblicati in questa edizione.
- Prefazione
- Dove abito
- Harrison Bergeron
- Chi sarò questa volta?
- Benvenuta nella gabbia delle scimmie
- Una passeggiata lunga una vita
- Il portafoglio Foster
- Miss Tentazione
- Tutti i cavalli del re
- Il cane dal pelo lungo di Tom Edison
- Un nuovo dizionario
- La porta accanto
- Più grandiose dimore
- La storia di Hyannis Port
- D.P.
- Relazione sull’effetto Barnhouse
- Eufio
- Torna dalla tua preziosa moglie e da tuo figlio
- Il cervo nella fabbrica
- La bugia
- Corpi da indossare
- Il ragazzo incontrollabile
- Missili con equipaggio
- Epicac
- Adamo
- Domani e domani e domani

## Edizioni
- Welcome to the Monkey house, New York, Delacorte Press, 1968, ISBN 0-385-33350-1.
- Benvenuta nella gabbia delle scimmie (solo il racconto omonimo) in "Metamorfosi", Piacenza, La Tribuna, 1970.
- Benvenuta nella gabbia delle scimmie, traduzione di Gianfranco Garnero, Milano, SE, 1991,  p. 148, ISBN 88-7710-201-2.
- Benvenuta nella gabbia delle scimmie (solo il racconto omonimo) in "La fantascienza di Playboy", Milano, Urania (collana), Arnoldo Mondadori Editore, agosto 1999.
- Benvenuta nella gabbia delle scimmie (solo il racconto omonimo) in "Il grande libro della fantascienza di Playboy", Milano, Oscar Mondadori, Arnoldo Mondadori Editore, novembre 1999, ISBN 88-04-47075-5.
- Benvenuta nella gabbia delle scimmie, Milano, Tascabili Bompiani, Bompiani, marzo 2023,  p. 384, ISBN 979-12-217-0231-6.